# Frans Van Looy
François Van Looy (Merksem, 26 de agosto de 1950- Merksem - 20 de septiembre de 2019), conocido como Frans Van Looy, fue un ciclista belga profesional de 1972 a 1982.
Después de su carrera como ciclista, Van Looy trabajó como gerente de equipo con Team Telekom y T-Mobile hasta 2006. Después de una prolongada disputa legal con la agencia Roads and Traffic se determinó que era inhabitable.
Se suicidó el 20 de septiembre de 2019 a los 69 años.

## Palmarés
| 1972 - 2 etapas del Tour de Argelia 1973 - 1 etapa de la Vuelta al Levante - 1 etapa del Tour de Nord 1974 - 1 etapa de la Dauphiné Libéré - Schaal Sels - Premio Nacional de Clausura 1976 - Tour de Limburgo - Gran Premio Stad Sint-Niklaas 1977 - Nokere Koerse - Premio Nacional de Clausura - 1 etapa del Omloop Mandel-Leie-Schelde | 1978 - Omloop van het Waasland - 1 etapa de la Volta a Cataluña - 1 etapa de los Tres Días de La Panne - Gran Premio Jef Scherens 1979 - 1 etapa de la Vuelta a Aragón - Premio Nacional de Clausura 1980 - Bruselas-Ingooigem - Gran Premio del 1 de Mayo |

## Resultados en las Grandes Vueltas
| Carrera         | 1972 | 1973 | 1974 | 1974 | 1976 | 1977 | 1978 | 1979 | 1980 | 1981 | 1982 |
| --------------- | ---- | ---- | ---- | ---- | ---- | ---- | ---- | ---- | ---- | ---- | ---- |
| Giro de Italia  | -    | -    | -    | -    | 71.º | -    | -    | -    | -    | -    | -    |
| Tour de Francia | -    | -    | 99.º | -    | -    | -    | -    | Ab.  | -    | -    | -    |
| Vuelta a España | -    | -    | -    | -    | -    | -    | -    | -    | -    | -    | -    |
| Mundial en Ruta | -    | -    | -    | -    | -    | -    | -    | -    | -    | -    | -    |

-: no participa

Ab.: abandono